# Almke
Almke ist ein Stadtteil im Süden der Stadt Wolfsburg.

## Geografie
Das Dorf liegt in einer landwirtschaftlich geprägten Umgebung im Hasenwinkel, einem Teil des Elmvorlandes. Der Hasenwinkel schließt sich südöstlich an das Grevenland an. Zu den drei nördlichsten Orten dieser Landschaft gehören Heiligendorf, Neindorf und Almke, die sich heute alle im Wolfsburger Stadtgebiet befinden.
Nachbarorte von Almke sind Neindorf im Süden, Hehlingen im Norden sowie Volkmarsdorf im Osten.

## Geschichte
In der zweiten Hälfte des 12. Jh. erstmals genannt, kam 1174 der Ort mit drei anderen Dörfern des Hasenwinkels an das Stift Königslutter. Das Dorf war später in welfischem Besitz. 1326 erworben durch die Brüder Gebhard und Johann von Kisleben. Die Landesherrschaft lag bei Herzog von Braunschweig und Lüneburg aus.
Eine Kapelle bestand vermutlich schon vor der Reformation, was amtlich nicht belegt werden kann.
Das Bistum Halberstadt ist als erster geschichtlich fassbarer Grundherr von Almke nachvollziehbar. Im 14. Jahrhundert ist Almke als Allenbeke urkundlich benannt, wobei sich beke auf den Bach bezieht, der östlich am Dorf vorbeifließt.
Die Kapelle wurde im Dreißigjährigen Krieg stark beschädigt und galt 1697 in der Kapellenrechnung als „gänzlich verfallen“. Noch Ende des 17. Jh. wurde die Kapelle instand gesetzt. Ein neugotischer Neubau nach dem Entwurf von Conrad Wilhelm Hase (1871) wurde nicht verwirklicht.
In den Stadtarchiven sind weitere geschichtliche Dokumente hinterlegt. Insbesondere die Einweihung des Denkmals für die Kriegsopfer des Ersten und Zweiten Weltkrieges. Eingeweiht am 14. September 1922.
Nach dem Zweiten Weltkrieg gehörte Almke dem Landkreis Gifhorn an. Am 1. Juli 1972 wurde Almke, gemäß dem Wolfsburg-Gesetz, in die Stadt Wolfsburg eingegliedert.
Die ehemalige Gemeinde hatte eine Fläche von 7,71 km².

### Einwohnerentwicklung
| Jahr      | 1925 | 1933 | 1939 | 2019 | 2023 |
| --------- | ---- | ---- | ---- | ---- | ---- |
| Einwohner | 336  | 310  | 324  | 705  | 735  |

## Politik
Almke bildet mit dem benachbarten Ortsteil Neindorf die Ortschaft Almke-Neindorf. Ortsbürgermeisterin ist Silke Hitschfeld (PUG).

### Wappen
| Wappen von Almke | Blasonierung: „Gespalten von Rot und Silber, über einem Wellenbalken eine lanzenförmige Spitze in verwechselten Farben.“ |
| Wappen von Almke | Wappenbegründung: Ein „Wendenspieß“ im Wappen - das gibt es nur in Almke. So nennt man hier seit altersher die lanzenspitzenförmige Metallspitze auf dem Turm der unter Denkmalschutz stehenden, schon 1534 erwähnten Fachwerk-Kapelle. Im Ortsnamen, erstmals im 14. Jahrhundert als „Allenbeke“ erwähnt, ist eine „Beke“ versteckt, ein das Ortsgebiet durchziehender Bach, der nun als Wellenbalken auch durch das Wappen fließt. Erster geschichtlich fassbarer Grundherr in Almke war das Bistum Halberstadt. Daher bildet dessen silber-rot gespaltener Schild (hier aus ästhetischen Gründen in umgekehrter Reihenfolge) den Hintergrund des Almker Wappens. Das Wappen wurde vom Heraldiker Arnold Rabbow gestaltet und am 11. April 1978 vom Ortsrat Almke/Neindorf einstimmig gebilligt. |

## Kultur und Sehenswürdigkeiten

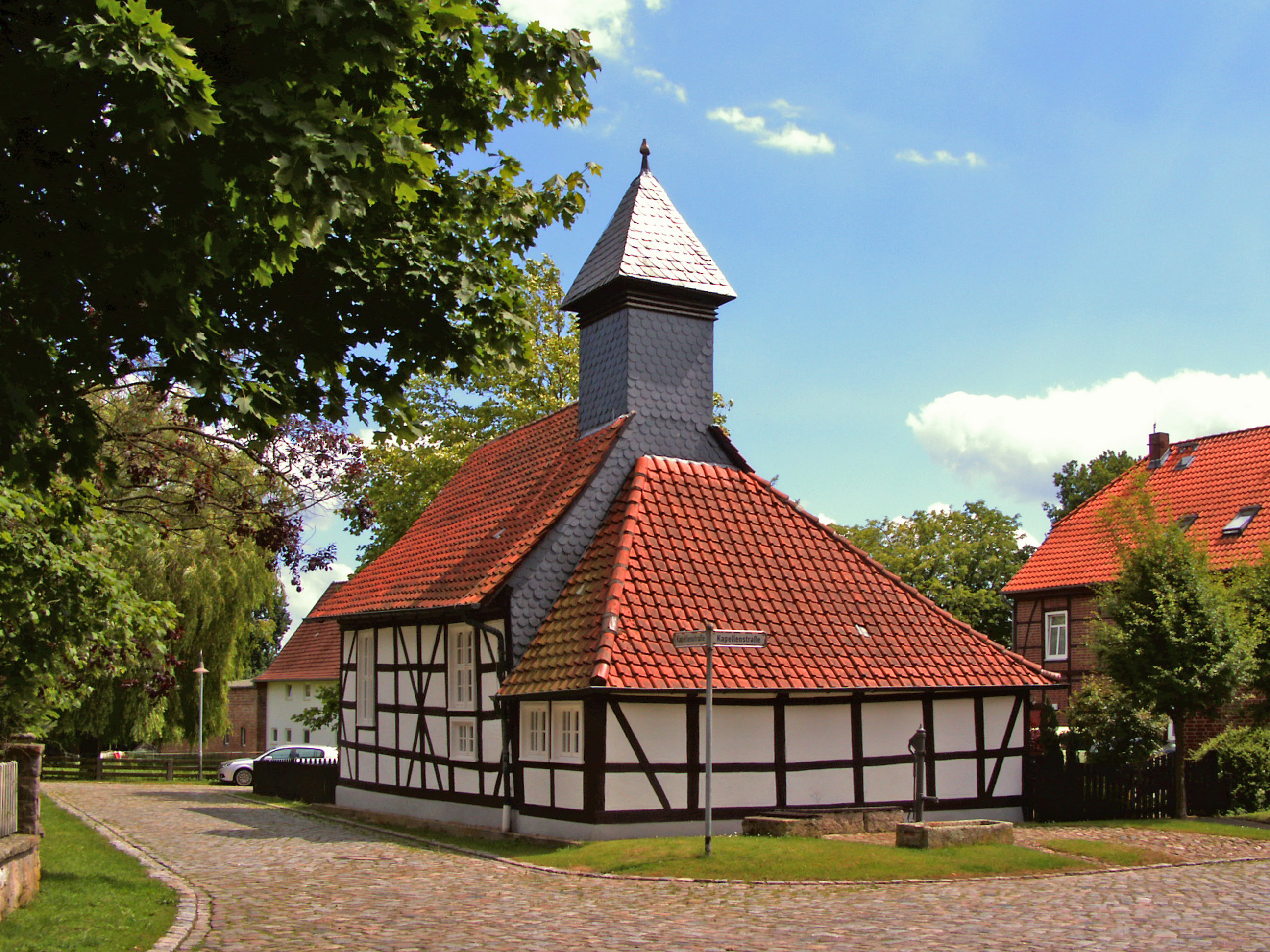
Kapelle

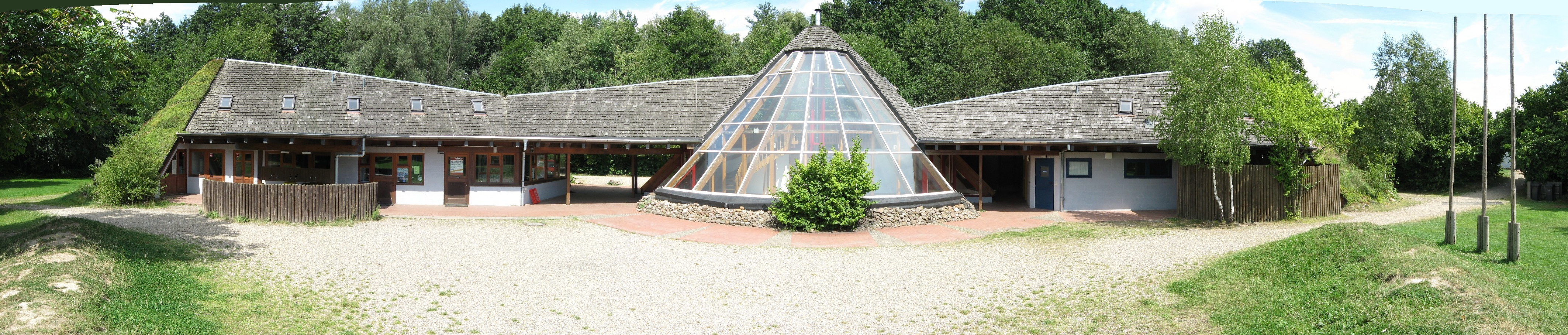
Der „Rundling“ des Jugendzeltplatzes

- Almke hat eine evangelisch-lutherische Kapelle, sie befindet sich in rund 116 Meter Höhe über dem Meeresspiegel und ist damit das höchstgelegene Wolfsburger Gotteshaus. Die kleine Fachwerkkapelle, die bereits im Jahre 1534 erwähnt wurde, steht in der Dorfmitte. Ihre Glockenturmspitze ist als Symbol im Almker Wappen zu finden. 1818 plante Conrad Wilhelm Hase eine neue Kapelle für Almke. Diese wurde jedoch nie gebaut.
- Der 1990 eröffnete Jugendzeltplatz am Nordrand des Ortes wird zusammen mit dem bereits 1933[10] eröffneten Freibad vom Wolfsburger Stadtjugendring betrieben. Im Jahr 2005 richtete der Bund der Pfadfinderinnen und Pfadfinder hier sein Bundeslager aus. Um genug Platz für die rund 5000 Teilnehmer zu bieten, wurden von der Stadt Wolfsburg 14 Hektar Ackerfläche gepachtet. Ebenso bewarb sich die Stadt erfolgreich um das Bundeslager 2010 des Verbandes Christlicher Pfadfinderinnen und Pfadfinder, das von Ende Juli bis Mitte August 2010 mit rund 5000 Teilnehmern in Almke stattfand. Zu den Unterbringungsmöglichkeiten auf dem Gelände gehört ein Baumhaus für zehn Personen.
- Das Dorf hat ein reges Vereinsleben. Neben der Freiwilligen Feuerwehr, dem Sportverein Komet Almke, dem Schützenverein von 1902 und dem Landwehrverein gibt es zahlreiche weitere Gruppierungen.
- Zu den kulturellen Veranstaltungen zählen das Faschingsvergnügen, am 1. Mai das Königsschießen und am letzten Wochenende im August das traditionelle Schützenfest; 2017 fand erstmals das Sommerfest „Rock am Gänseteich“ statt.

## Wirtschaft und Infrastruktur

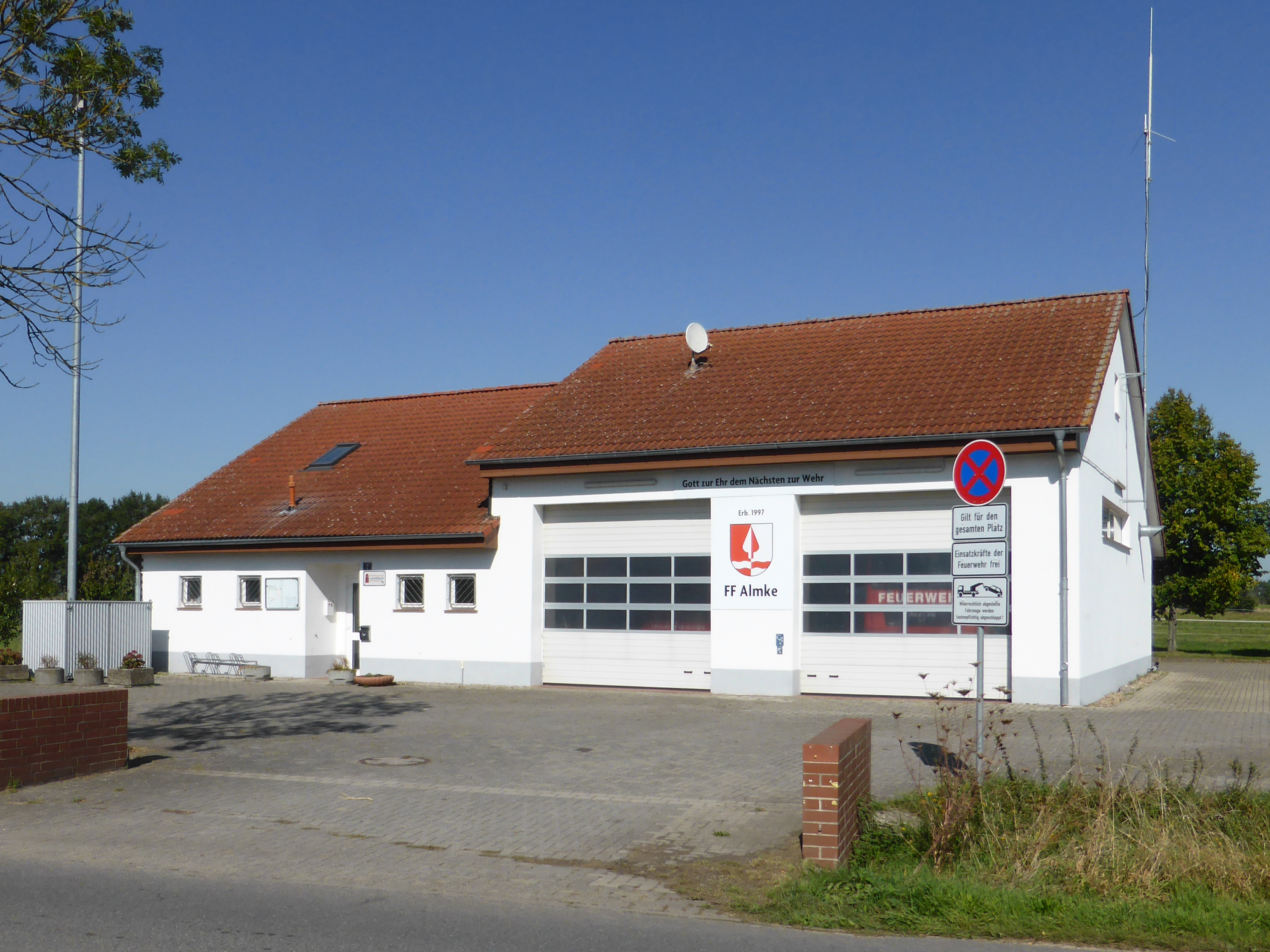
Feuerwehrhaus

Almke ist über die Landesstraße L290 erreichbar, die ab der B79 von Mattierzoll bis zur B244 in Rühen führt. Außerdem erreicht man Almke von Volkmarsdorf über eine Kreisstraße. Ein Radweg entlang der L290 wurde zwischen Almke und Hehlingen im Oktober 2018 fertiggestellt. Damit ist Almke über Neindorf/Heiligendorf und Hehlingen/Nordsteime lückenlos an das Radwegenetz zur Wolfsburger Innenstadt angeschlossen.
1902 wurde die Hasenwinkelbahn von Schandelah–Oebisfelde in Betrieb genommen. Almke erhielt aber erst 1912 einen Bahnhaltepunkt. Bis 1975 wurde diese Bahnstrecke noch von Personenzügen befahren. Bis 1992 befuhren noch gelegentlich Güterzüge und Sonderfahrten diese Strecke, die dann stillgelegt und zurückgebaut wurde. Seit 2011 sind die Reste der Bahnanlagen in privater Hand.
Einkaufsmöglichkeiten gibt es kaum, dafür aber ein beheiztes Freibad, einen Jugendzeltplatz mit Tagungshaus, eine Tankstelle, eine Gaststätte, ein Massagestudio und eine Reithalle. Einige Kleinunternehmer und Handwerker haben sich neben den landwirtschaftlichen Betrieben niedergelassen. Der Ortskern ist landwirtschaftlich geprägt. Im Landeswettbewerb Unser Dorf soll schöner werden erhielt Almke bisher drei Auszeichnungen, die an einem Stein an der Kreuzung Kapellenstraße/Zum Siekberg zu finden sind.
Almke hat die höchste Erhebung im Stadtgebiet Wolfsburg. Sie liegt bei 140,2 m über Normalnull. An dieser Erhebung stand bis zur deutschen Wiedervereinigung eine Radaranlage die zum NATO-Luftverteidigungsgürtel gehörte und die Bezeichnung Faßberg DEST B3 - Almke, 17./FmRgt 33, trug. Auf diesem Gelände befindet sich heute eine Biogasanlage, die von einem Landwirt betrieben wird.
Auf der nördlichen Seite der Erhebung steht auf dem Volkmarsdorfer Land ein Wasserhochspeicher. Weiter nach Norden und Osten erstreckt sich bis kurz vor Volkmarsdorf ein Windpark.